# Errore di sintassi

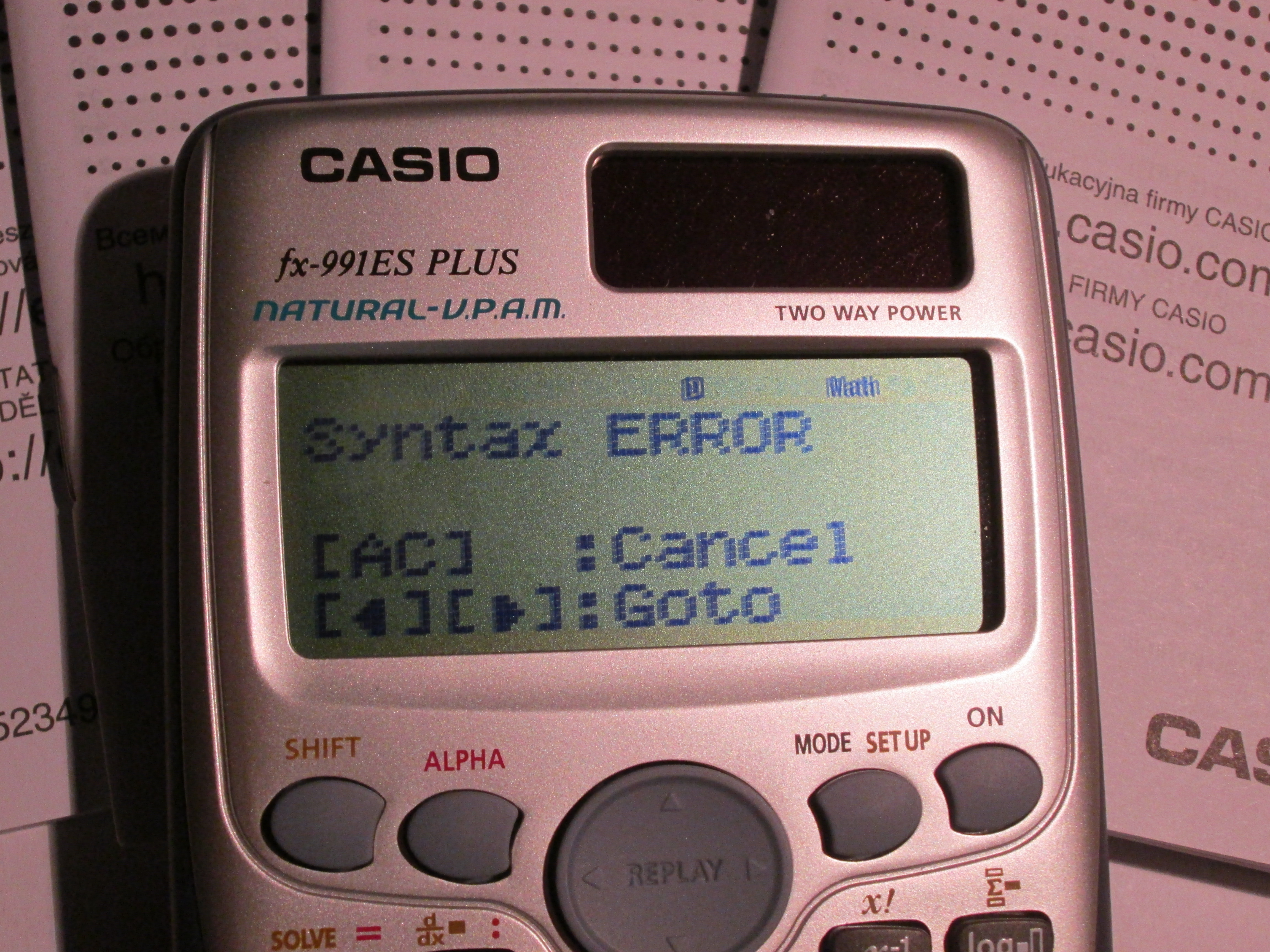
Segnalazione di un errore di sintassi su una calcolatrice Casio

In informatica un errore di sintassi è un errore di programmazione che può essere presente all'interno di un file di codice, causato solitamente dall'utilizzo di una sintassi errata o comunque non contemplata dal linguaggio di programmazione in uso.
I linguaggi di programmazione e di specifica prevedono infatti che le istruzioni e gli eventuali blocchi funzionali siano inseriti seguendo una serie di regole formali, tipiche e proprie di ogni linguaggio, che stabiliscano come queste istruzioni vengano correttamente lette/interpretate dalla macchina (compilatore o interprete).
Le regole formali permettono quindi di individuare eventuali errori di programmazione e permettono di interpretare in modo univoco il file di codice. Nel caso in cui, invece, le regole formali siano incomplete e non coerenti, possono formarsi delle interpretazioni non univoche del file.

## Esempi

### Istruzioni inesistenti
Si ha un errore di sintassi in un programma se, per esempio, si scrivono istruzioni che nel linguaggio in cui si sta programmando non esistono, come mostra l'esempio seguente di codice Java:
```
public
 
class
 
Prova
 
{

    
public
 
static
 
void
 
main
(
 
String
[]
 
args
 
)
 
{

        
print
 
"Hello world!"
;
   
// errore di sintassi! il linguaggio Java non contempla un'istruzione chiamata "print"

    
}

}

```

### Errata disposizione degli operandi in un'espressione
Si ha un errore di sintassi quando l'ordine degli operandi in un'espressione viene invertito, come in questo esempio di codice Java:
```
public
 
class
 
Prova
 
{

    
public
 
static
 
void
 
main
(
 
String
[]
 
args
 
)
 
{

        
5
 
=
 
a
;
   
//  errore di sintassi! si sta cercando di effettuare un'assegnazione a un valore costante dichiarato (5), cosa impossibile

    
}

}

```